# Tipula interrupta
Tipula interrupta är en tvåvingeart som beskrevs av Enrico Adelelmo Brunetti 1911. Tipula interrupta ingår i släktet Tipula och familjen storharkrankar. Inga underarter finns listade i Catalogue of Life.